# Leptojulis polylepis
Leptojulis polylepis är en fiskart som beskrevs av Randall, 1996. Leptojulis polylepis ingår i släktet Leptojulis och familjen läppfiskar. IUCN kategoriserar arten globalt som livskraftig. Inga underarter finns listade i Catalogue of Life.